# Supercup (basketbal België)
De Supercup Basketbal België – officieel de Generali Supercup – is een jaarlijks terugkerende basketbalwedstrijd die gespeeld wordt door de kampioen van de Belgische Competitie en de winnaar van de Beker van België. De supercup is steeds de eerste officiële wedstrijd van het nieuwe basketseizoen en wordt door de KBBB georganiseerd. De wedstrijd wordt 1 week voor de competitiestart gespeeld en wordt daarom aanzien als de eerste waardemeter. Indien er een ploeg zowel kampioen wordt als de beker wint, wordt de tegenstander van deze ploeg in de supercup de verliezend finalist van de Beker van België. De  wedstrijd wordt sinds 1996 traditioneel gespeeld in het sportcentrum De Stormmeeuw te Knokke-Heist. In de jaren '80 werd de supercup niet jaarlijks gespeeld.

## Wedstrijden
| Jaar | Datum | Landskampioen           | Score  | Bekerwinnaar             | Ref.   |
| ---- | ----- | ----------------------- | ------ | ------------------------ | ------ |
| 1979 |       | Fresh Air               |        | Sunair Oostende          |        |
| 1981 |       | Sunair Oostende         |        | Hellas Gent F            |        |
| 1982 |       | Sunair Oostende         |        | Top Tours Aarschot       |        |
| 1988 |       | Sunair Oostende         |        | Maccabi Etterbeek F      |        |
| 1989 |       | Racing Mechelen         |        | Sunair Oostende          |        |
| 1990 |       | Racing Mechelen         |        | Durox Leuven F           |        |
| 1991 |       | Racing Mechelen         |        | Sunair Oostende          |        |
| 1992 |       | Racing Mechelen         |        | Bobcat Gent              |        |
| 1993 |       | Racing Mechelen         |        | Go Pass Pepinster F      |        |
| 1994 |       | Racing Mechelen         |        | ABB Leuven F             |        |
| 1995 |       | Telindus Oostende       |        | Basket Brussels          |        |
| 1996 |       | Spirou Charleroi        |        | Sunair Oostende          |        |
| 1997 |       | Spirou Charleroi        |        | Sunair Oostende          |        |
| 1998 |       | Spirou Charleroi        |        | Sunair Oostende          |        |
| 1999 |       | Spirou Charleroi        |        | Sunair Oostende          |        |
| 2000 |       | Racing Basket Antwerpen |        | Orange Oostende F        |        |
| 2001 |       | Telindus Oostende       | 69-71  | Spirou Charleroi F       |        |
| 2002 |       | Telindus Oostende       | 78-81  | Spirou Charleroi         |        |
| 2003 |       | Spirou Charleroi        |        | Verviers-Pepinster       |        |
| 2004 |       | Spirou Charleroi        | 76-94  | Liège Basket             | [ 1 ]  |
| 2005 |       | Bree                    | 75-70  | Leuven Bears             |        |
| 2006 |       | Telindus Oostende       | 64-61  | Dexia Mons-Hainaut       |        |
| 2007 |       | Telindus Oostende       | 86-88  | Antwerp Giants           | [ 2 ]  |
| 2008 |       | Spirou Charleroi        | 87-74  | Telindus Oostende        | [ 3 ]  |
| 2009 | 25–09 | Spirou Charleroi        | 70–84  | Liège Basket F           | [ 4 ]  |
| 2010 | 19–09 | Spirou Charleroi        | 85–73  | Telenet Oostende         | [ 5 ]  |
| 2011 | 17–09 | Spirou Charleroi        | 65–72  | Dexia Mons-Hainaut       | [ 6 ]  |
| 2012 | 30–09 | Telenet Oostende        | 67–72  | Okapi Aalstar            | [ 7 ]  |
| 2013 | 28–09 | Telenet Oostende        | 60–73  | Okapi Aalstar F          | [ 8 ]  |
| 2014 | 28-09 | Telenet Oostende        | 103–62 | Port of Antwerp Giants F | [ 9 ]  |
| 2015 | 26-09 | Telenet Oostende        | 80–67  | Liège Basket F           | [ 10 ] |
| 2016 | 24-09 | Telenet Oostende        | 81–89  | Port of Antwerp Giants F |        |
| 2017 | 16-09 | Telenet Oostende        | 92–91  | Limburg United F         | [ 11 ] |

Notitie:
F – Dit team plaatste zich als finalist in de Bekercompetitie, omdat een ander team de beker én het landskampioenschap won.

## Aantal overwinningen per ploeg
| Aantal keer gewonnen | Ploeg                         | Edities                                                          |
| -------------------- | ----------------------------- | ---------------------------------------------------------------- |
| 11                   | Oostende                      | 1981, 1982, 1988, 1989, 1998, 2000, 2006, 2014, 2015, 2017, 2018 |
| 7                    | Spirou Charleroi              | 1996, 1997, 1999, 2001, 2002, 2008, 2010                         |
| 5                    | Racing Mechelen               | 1990, 1991, 1992, 1993, 1994                                     |
| 2                    | Okapi Aalstar                 | 2012, 2013                                                       |
| 2                    | Liège Basket                  | 2004, 2009                                                       |
| 2                    | Port of Antwerp Giants        | 2007, 2016                                                       |
| 1                    | Basket Brussels               | 1995                                                             |
| 1                    | Belfius Mons-Hainaut          | 2011                                                             |
| 1                    | VOO Wolves Verviers-Pepinster | 2003                                                             |
| 1                    | Fresh Air                     | 1979                                                             |
| 1                    | Bree                          | 2005                                                             |

Mannenbasketbal: Eerste klasse · Tweede klasse · Derde klasse · Beker van België · Supercup · Nationale ploeg

Vrouwenbasketbal: Eerste klasse · Nationale ploeg

Organisatie: Basketball Belgium · Basketbal Vlaanderen